# Präsidentschaftsgebäude (Sarajevo)

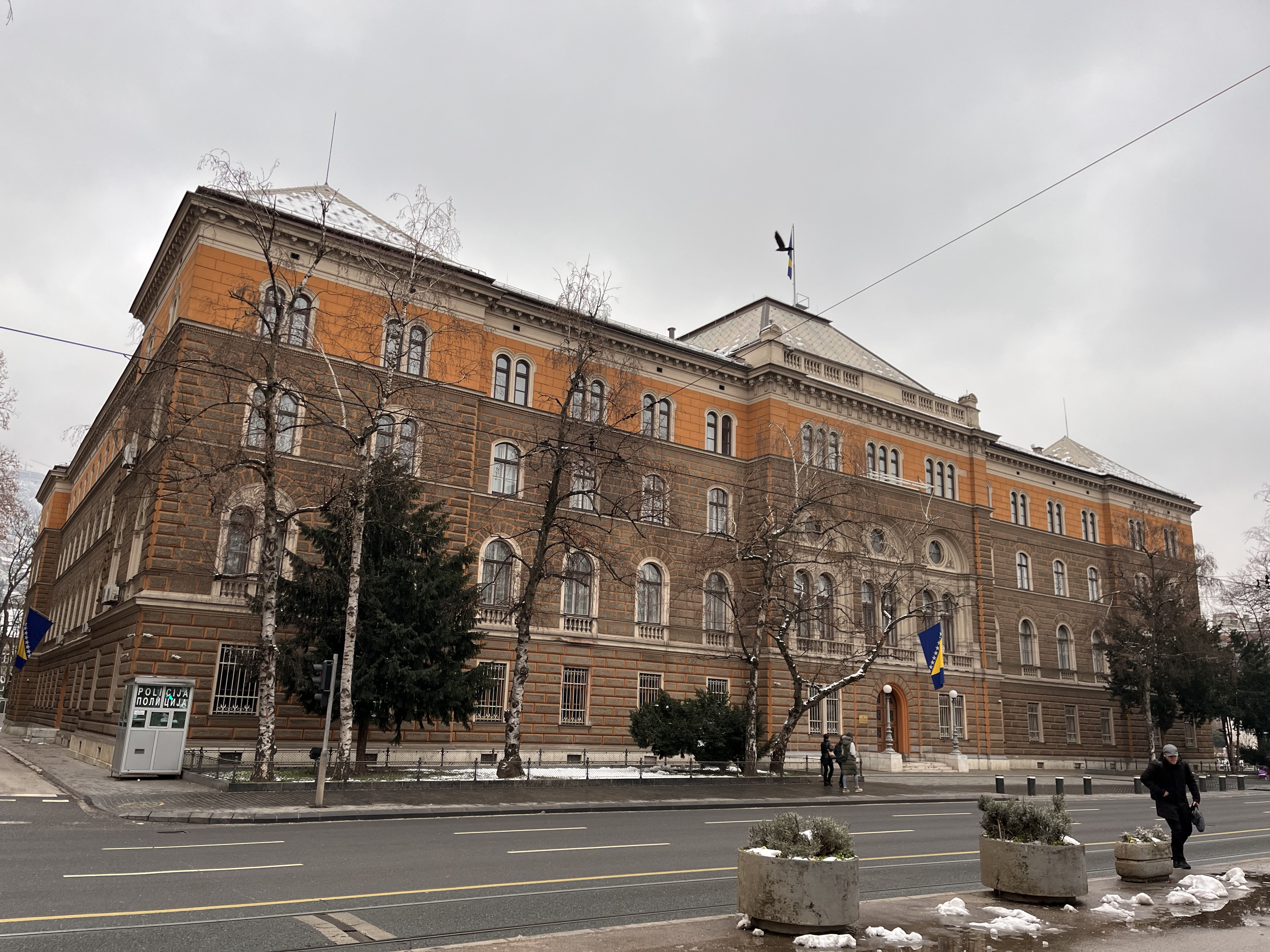
Das Präsidentschaftsgebäude in Sarajevo

Das Präsidentschaftsgebäude (serbokroatisch Зграда Предсједништва Zgrada Predsjedništva) in der Altstadt von Sarajevo ist der Amtssitz der Präsidentschaft von Bosnien und Herzegowina. Es wurde 1884 bis 1886 vom Architekten Josip Vancaš im Neurenaissancestil erbaut. Während der österreichischen und jugoslawischen Herrschaft diente es als Regierungsgebäude.